# Roughouse
Roughouse est un super-vilain créé par Marvel Comics. Il est apparu pour la première fois dans Wolverine vol.2 #4, en 1989.

## Origine
On sait très peu de choses sur le passé de Roughouse, excepté le fait qu'il serait un descendant d'une race de trolls d'Asgard et qu'il aurait été battu par son père.
À sa première apparition, Roughouse était le partenaire du vampire Bloodscream. Ils travaillaient à Madripoor, pour le Général Coy, un seigneur du crime local. Ils furent envoyés éliminer une femme nommée Tyger Tiger, elle aussi plongée dans le monde du crime. Mais ils se retrouvèrent en conflit avec Wolverine.
Enervé par leurs échecs constants, Coy vendit Roughouse à Geist, un ancien officier Nazi. Geist se servit de Roughouse comme cobaye pour tester une drogue dérivée de la cocaïne (en fait le Déviant Spore). Roughouse en devint fou. Wolverine le sauva, grâce aux pouvoirs curatifs de Sœur Salut, au Tierra Verde. Reconnaissant, Roughouse resta avec elle pour l'aider à reconstruire sa mission.
Quelques années plus tard, Roughouse et Bloodscream recroisèrent la route de Wolverine, quand ce dernier n'avait plus son squelette d'adamantium. Le mutant canadien fut capturé et battu plusieurs jours de suite, mais réussit finalement à s'échapper et vaincre ses gardes.
Roughouse arrêta pendant un temps de travailler avec Bloodscream, ce dernier s'alliant par la suite avec Vermine.

### Dark Reign
Récemment, le duo s'est reformé et a attaqué l'équipe secrète de l'Initiative à Madripoor.

## Pouvoirs
- N'étant pas humain, Roughouse possède une résistance, une endurance et une force exceptionnelles. Sa musculature est bien plus développée qu'un bodybuilder et il se fatigue beaucoup moins vite.
- Sa peau, ses muscles et ses os sont beaucoup plus denses qu'un être humain, lui permettant de résister aux températures extrêmes, aux chutes importantes, ainsi qu'aux tirs d'arme à feu.
- Roughouse est aussi un formidable adversaire au corps à corps, se servant de sa taille et de sa force brute pour lutter.